# 吉宝站
吉宝地铁站（代號CC30）是新加坡地铁环线的一个未来车站，位于新加坡本岛红山规划区。該站是环线第6阶段的一部分，预定于2025年完工。

## 历史
吉宝地铁站在2015年10月29日被宣布成爲环线第6阶段的一部分的地鐵站。 它将建于沿岌巴路附近的岌巴物流園區和岌巴巴士總站。 该站将享有一个独特的景观的主题；一个绿化屋顶，仿如在一个自然的环境中。 當局还计划興建一个地下车公园，这将允许骑自行车的人直接进入大厅。